# Al-Issawiya
Al-Issawiya (Arabisch: العيساوية) is een Palestijnse wijk in Oost-Jeruzalem. Ze is gelegen op Mount Scopus en bij het Hadassah Universitair Medisch Centrum.
In de Zesdaagse Oorlog werd de buurt bezet door de staat Israël en vervolgens door de stad Jeruzalem geannexeerd. Van de oorspronkelijke 10.000 dunams die het oppervlak van de wijk in 1945 nog besloeg waren er in 2020 minder dan 1000 over. De staat Israël nam steeds dunams af: voor de Hebreeuwse Universiteit van Jeruzalem, voor het Hadassah Mount Scopus Medical Center, ten bate van de buurt van French Hill, voor de nederzetting Tsameret Habira, voor een militaire- en een politiebasis, voor wegen en voor de nederzetting Ma'ale Adoemim. Na lang talmen en vervolgens weigeren van een door de inwoners en de ngo Bimkom opgesteld plan werd in 1991 een plan voor de wijk goedgekeurd. Volgens B'Tselem, een Israëlische ngo, “staat dit plan echter geen significante bouwmogelijkheden toe en lijkt het vooral bedoeld om de bouw- en ontwikkelingsmogelijkheden in de buurt te beperken”. De bevolkingsdichtheid in vergelijking met Jeruzalem is groot (3,5:1, gemiddelde van de stadswijken).
De inwoners van deze Palestijnse wijk zijn geen Israëlisch staatsburger maar hebben wel een verblijfsvergunning (die hen afgenomen kan worden). Ondanks dat Palestijnen slechts zelden een bouwvergunning krijgen, bouwen ze toch. Tegenwoordig worden ze dan voor de keus gesteld het zonder vergunning gebouwde zelf af te breken of tegen vergoeding af te laten breken. Dit geldt ook voor Al-Issawiya: tussen 2004 en 2019 werden 135 huizen gesloopt, voor 136 huizen werden sloopbevelen afgegeven (burgemeester Moshe Leon heeft deze bevroren). Sinds april 2019 hebben de 20.000 inwoners van de wijk vrijwel dagelijks hetzij overdag hetzij 's nachts te maken met een grootschalige politieoperatie, waarvan het doel onduidelijk is.